# قصر الحير
قصر الحير: يقع في سامراء، شيده الخليفة العباسي المتوكل، الذي أنفق على عمارته أربعة آلاف درهم، ثم وهب الخليفة المستعين انقاضه لوزيره أحمد بن الخصيب فيما وهبه له.

## عمارة القصر
أحدث المتوكل في أيامه بناءاً لم يكن الناس يعرفونه، وهو المعروف بالحيري والكمين والأروقة، وذلك ان بعض سماره حدثه في بعض الليالي ان بعض ملوك الحيرة من النعمانية من بني نصر، أحدث بنياناً في دار قراره، وهي الحيرة، على صورة الحرب وهيئتها، لميله نحوها لئلا يغيب عنه ذكرها في سائر أحواله، فكان الرواق فيه مجلس الملك وهو الصدر، والكمين ميمنته وميسرته، ومن يقرب منه من خواصه، وفي اليمين منهما خزانة الكسوة، وفي الشمال ما أحتيج إليه من الشراب، والرواق عُمَّ فضاؤه الصدر والكمين والأبواب الثلاثة على الرواق، فسميَّ هذا البنيان إلى هذا الوقت بالحيري والكمين، إضافةً إلى الحيرة، وأتبع الناس إئتماماً بفعله وأشتهر إلى هذه الغاية. وقربه شارع الحيرة الجديد خلف شارع العسكر فيه أخلاط الناس. كما بنى المتوكل مسجداً واسعاً في طرف الحير، فوضع المسجد الجامع والأسواق من إحدى الجانبين، ومن الجانب الآخر القطائع والمنازل وأسواق أصحاب البياعات الدنية، مثل أصحاب الفقاع والهرائس والشراب.